# Daniel Meisner

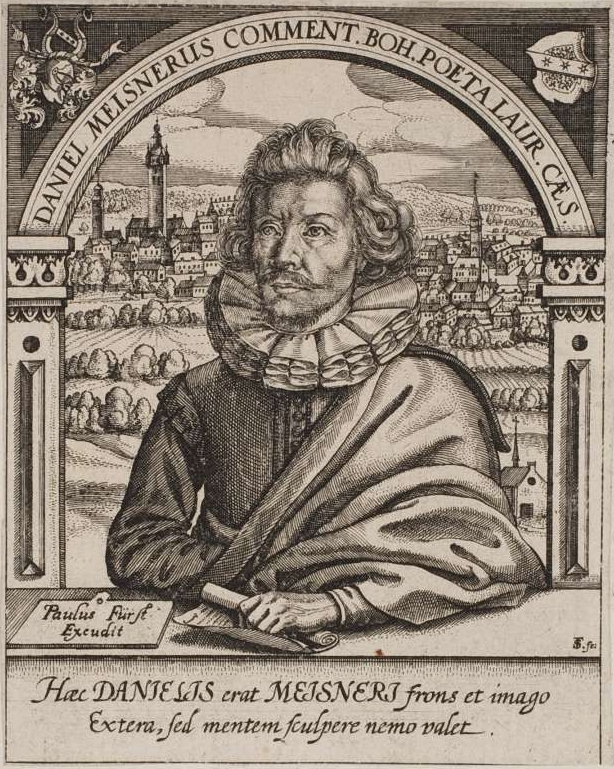
Portret van Daniel Meisner, kopergravure door Paulus Fürst

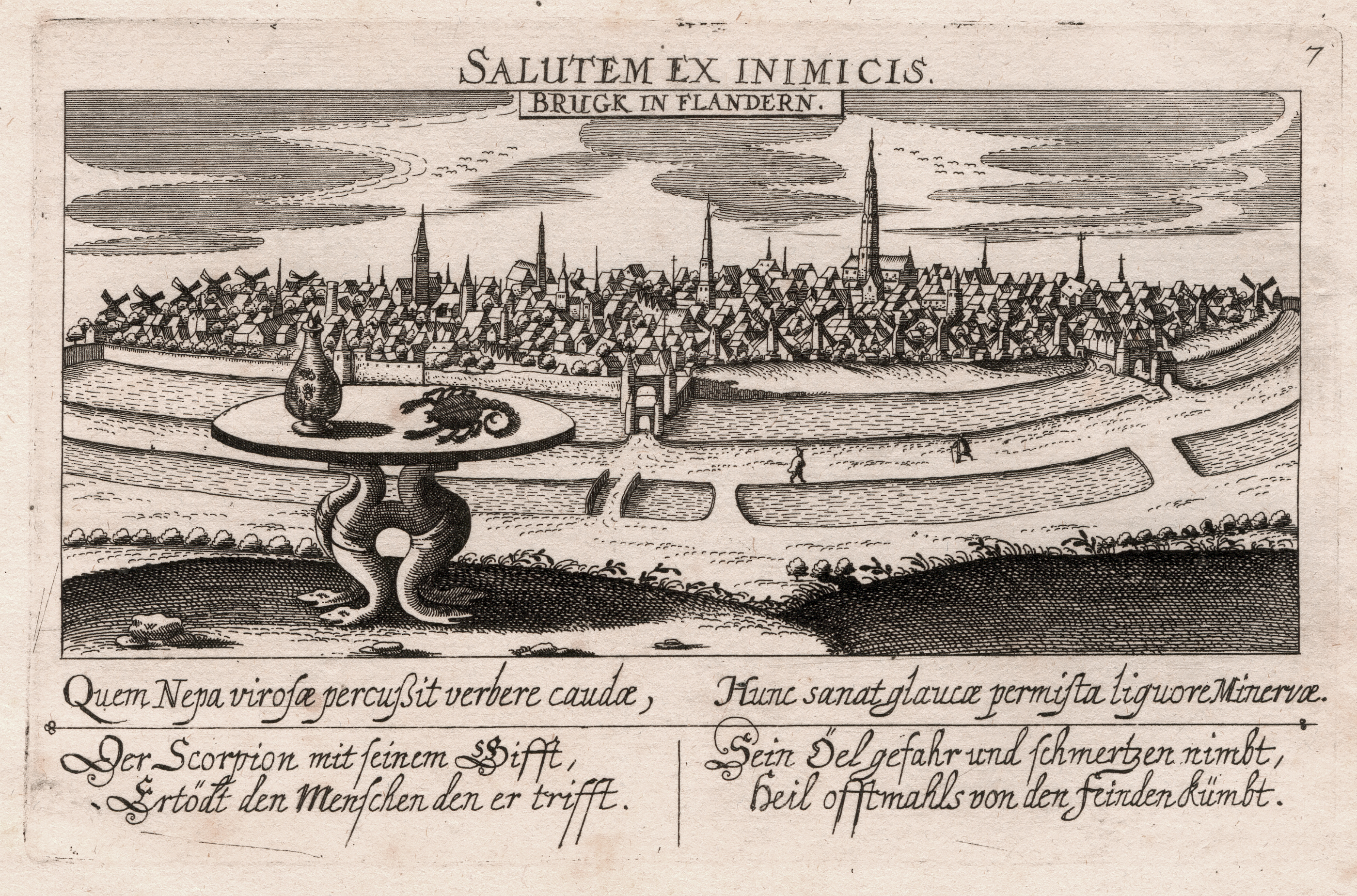
Stadsgezicht van Brugge, een van de 830 prenten uit de Thesaurus Philopoliticus van Daniel Meisner

Daniel Meisner (Chomutov, 1585 - Frankfurt am Main, 1625) was een Duits dichter en mede-auteur van de Thesaurus philopoliticus, een bekende prentenreeks met stadsgezichten.

## Levensloop
Daniel Meisner — de naam wordt ook soms als Meissner geschreven — werd in 1585 geboren in de Boheemse stad Komotau aan de voet van het Ertsgebergte, thans Chomutov in Tsjechië. Op een onbekend tijdstip verhuisde hij naar Frankfurt am Main, waar hij zich in het stadsdeel Sachsenhausen vestigde. Daar werd in 1619 zijn zoon David geboren en overleed hijzelf negen jaar later, in 1625. Wat zijn hoofdberoep was, is niet overgeleverd. Sommige bronnen vermelden hem als dichter, maar het is niet duidelijk of hij enkel met deze activiteit in het levensonderhoud van hemzelf en zijn gezin kon voorzien. Zelf voerde hij trots de titel van keizerlijk poeta laureatus. Er zijn meerdere gegraveerde prenten van tijdgenoten bewaard, waarop verzen van hem staan. Uit het voorkomen van zijn naam op die prenten hebben sommigen ten onrechte afgeleid dat hij er ook de graveur van was.
Meisner is vooral bekend als initiatiefnemer en (mede)samensteller van de Thesaurus philopoliticus of Politisches Schatzkästlein, een reeks van 830 gegraveerde prenten met stadsgezichten en moraliserende versregels in het Latijn en het Duits (emblema's). Op vierentwintig van die prenten zijn Belgische steden afgebeeld, ruim vijftig ervan betreffen Nederlandse steden.
- Bibsys: 1542227327617
- Gemeinsame Normdatei: 122666372
- International Standard Name Identifier: 0000 0001 2212 3982
- Library of Congress Control Number: n88271729
- Nationale Bibliotheek van Israël: 987007297265905171
- Nationale Bibliotheek van Polen: a0000002893971
- Nederlandse Thesaurus van Auteursnamen: 068553986
- Système universitaire de documentation: 134355113
- Union List of Artist Names: 500056554
- Virtual International Authority File: 72281467
- WorldCat: E39PBJvXhvmtK6r9tKqdMcVDMP